# 目黒天空庭園

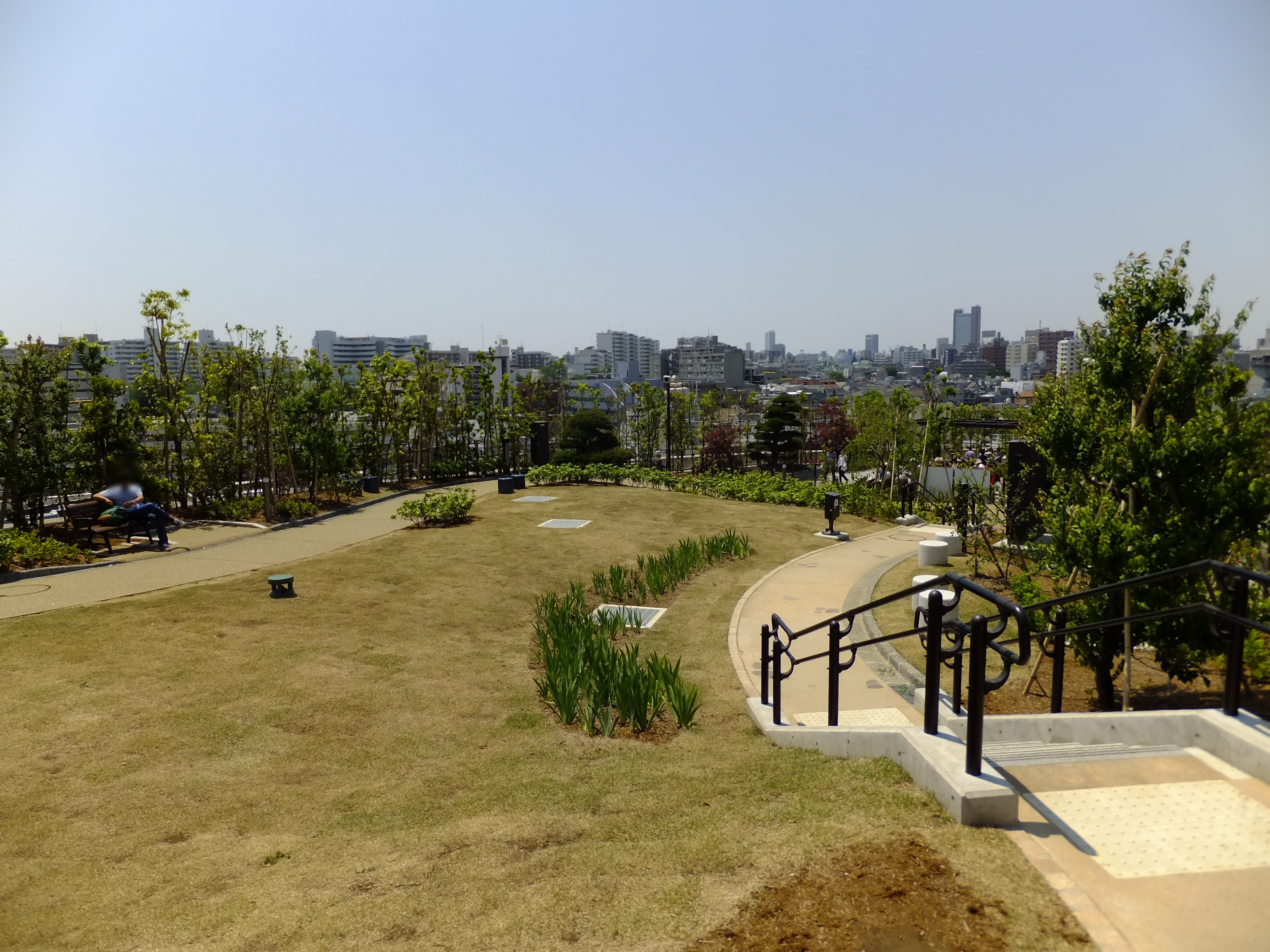
大橋ジャンクション屋上に整備された目黒天空庭園（2013年5月6日）

目黒天空庭園（めぐろてんくうていえん）は、東京都目黒区大橋にある屋上庭園。首都高速道路大橋ジャンクションの屋上に造成され、2013年3月30日にオープンした。

## 概要
首都高速道路の3号渋谷線と中央環状線を結ぶ大橋ジャンクションの屋上を緑地化した庭園で、目黒区の区立公園として整備されている。
ドーナツのような楕円形が特長。高さは地上11メートルから35メートル、延長距離は約400メートルで、平均勾配約6%のループ状である。最も低い部分は歩道橋経由で国道246号へと通じている。庭園には芝生を基礎として約30種類の樹木や花が植えられている。
開園時間は午前7時から午後9時まで。南側に設置されているエレベーターの3階が庭園となっており、バリアフリー対策が施されているため車椅子やベビーカーでの入場も可能。

## 造成の背景
首都高速道路において、高架の3号渋谷線と地下トンネルの中央環状線をジャンクションで結ぶためには高低差の問題と用地の問題があった。そのため、少ない敷地面積で高低差を稼げるループ状として建設されたのが大橋ジャンクションである。
その建設計画として環境対策が盛り込まれており、また、公園の数が少なく面積も狭い都心において子どもたちが走り回れる場所が欲しいという住民のニーズにも応える形で緑地化、公園化する案が採用された。
庭園の造成にあたっては、目黒区が首都高速道路から占用使用許可を受け、都市公園法に基づく立体都市公園として整備した。

## 建築データ
- 園名：目黒天空庭園
- 所在地：目黒区大橋一丁目9番2号
- 面積：約7,000㎡
- 位置づけ：都市公園法に基づく立体都市公園

## 周辺
ジャンクション周辺はオーパス目黒大橋と呼ばれる再開発地区で、目黒天空庭園やオーパス夢ひろば（フットサルコート、じゃぶじゃぶ池）のほか、超高層マンション（プリズムタワー、クロスエアタワー）が建設されている。また、周囲では北側から西側にかけて国道246号があり、南西側には目黒川が流れている。目黒川沿いには桜が植えられており、満開の桜とともに2013年3月30日の庭園のオープンを迎えた。

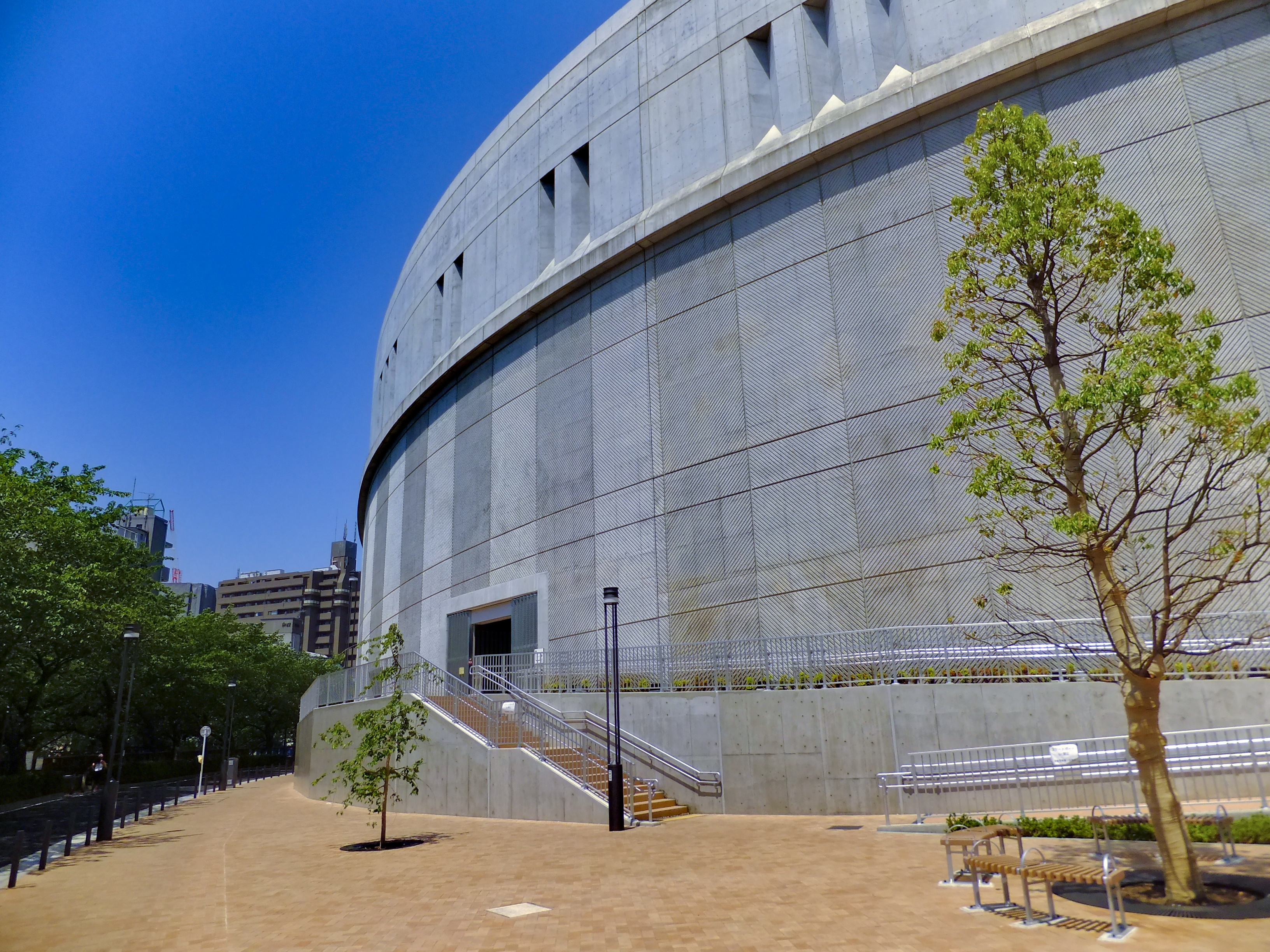
目黒天空庭園へのエレベーター入口（この他にも入口はある。）
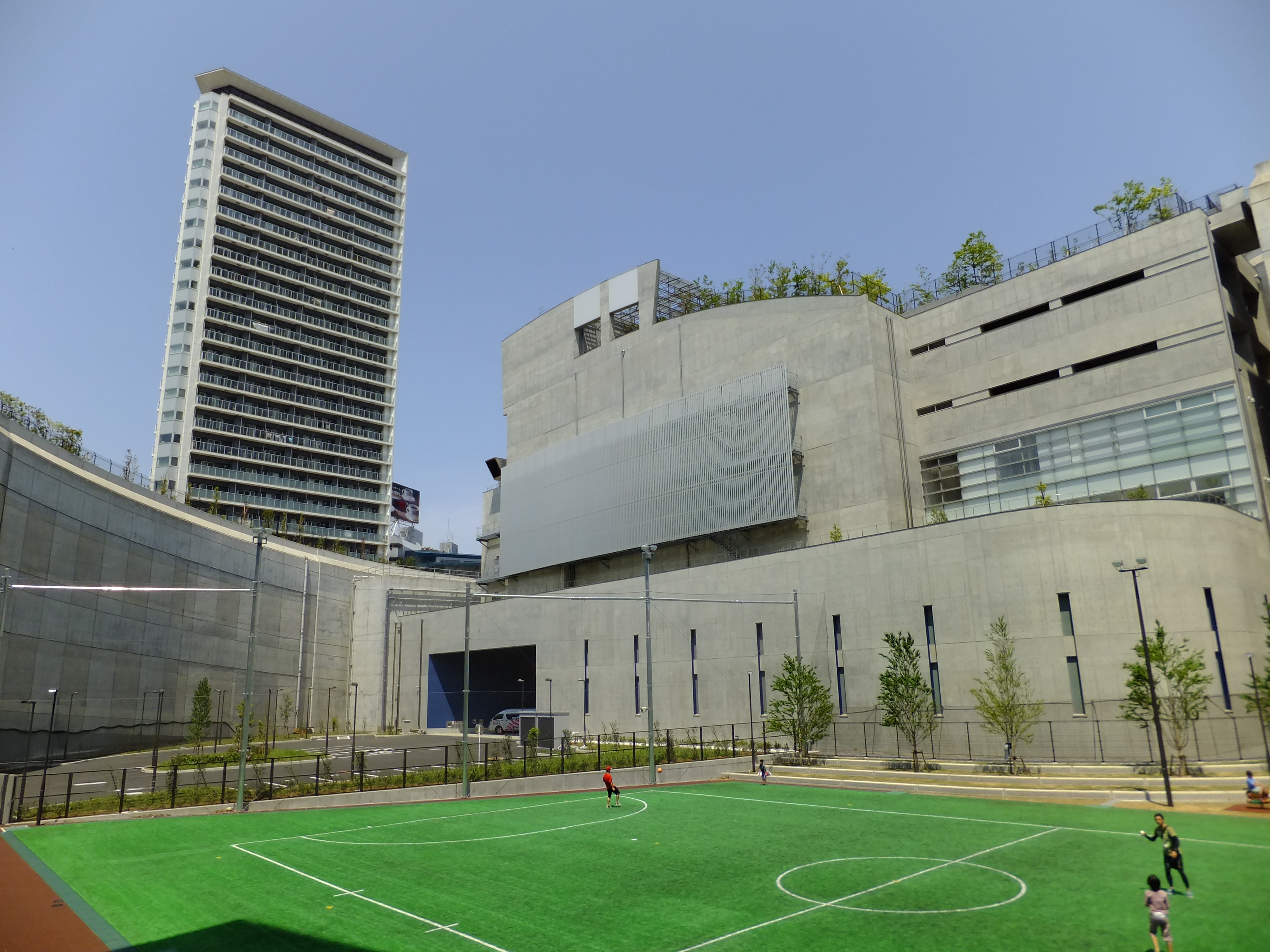
オーパス夢ひろば
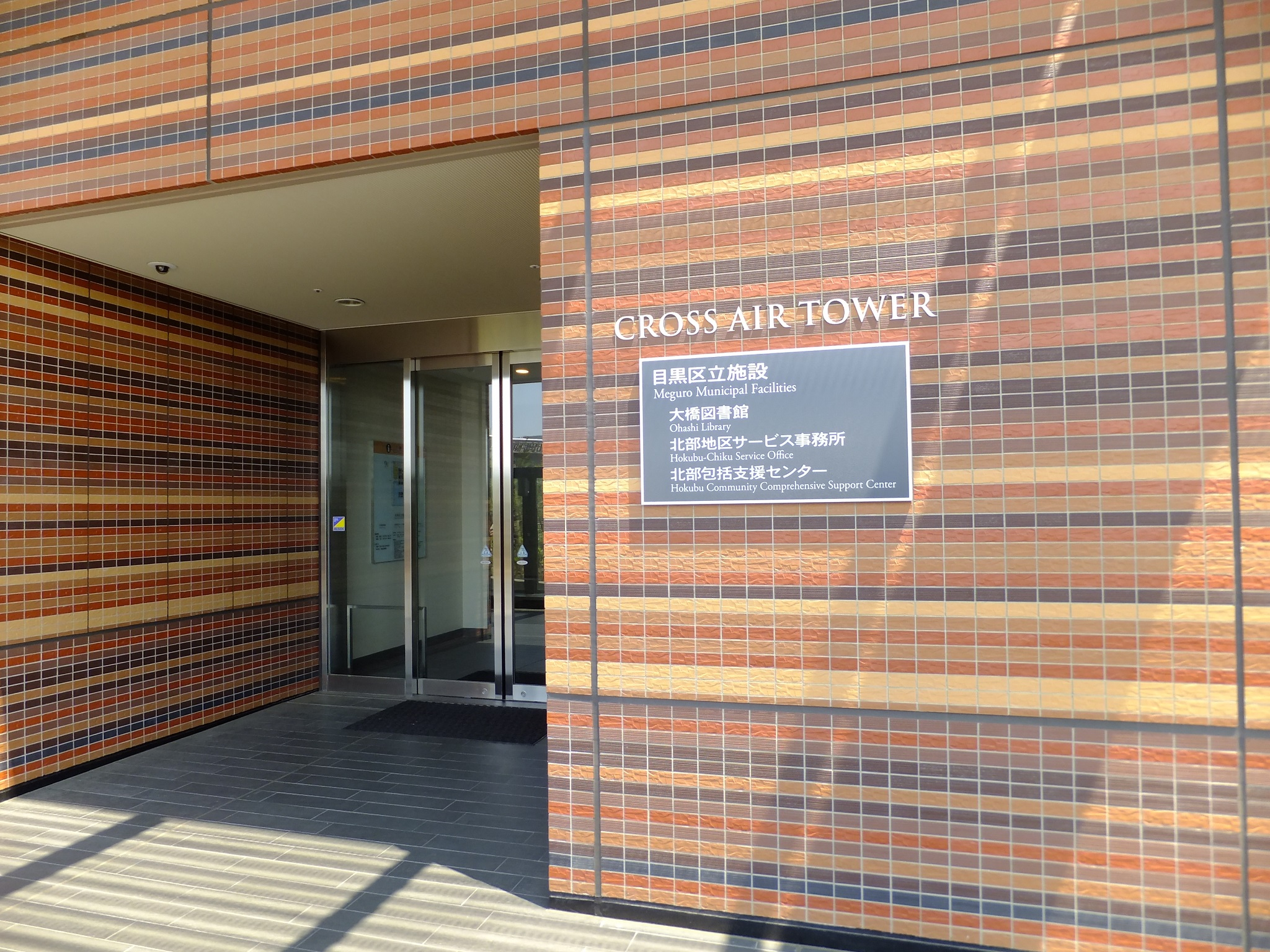
クロスエアタワー9階、目黒区立大橋図書館などの公共施設と接続している。
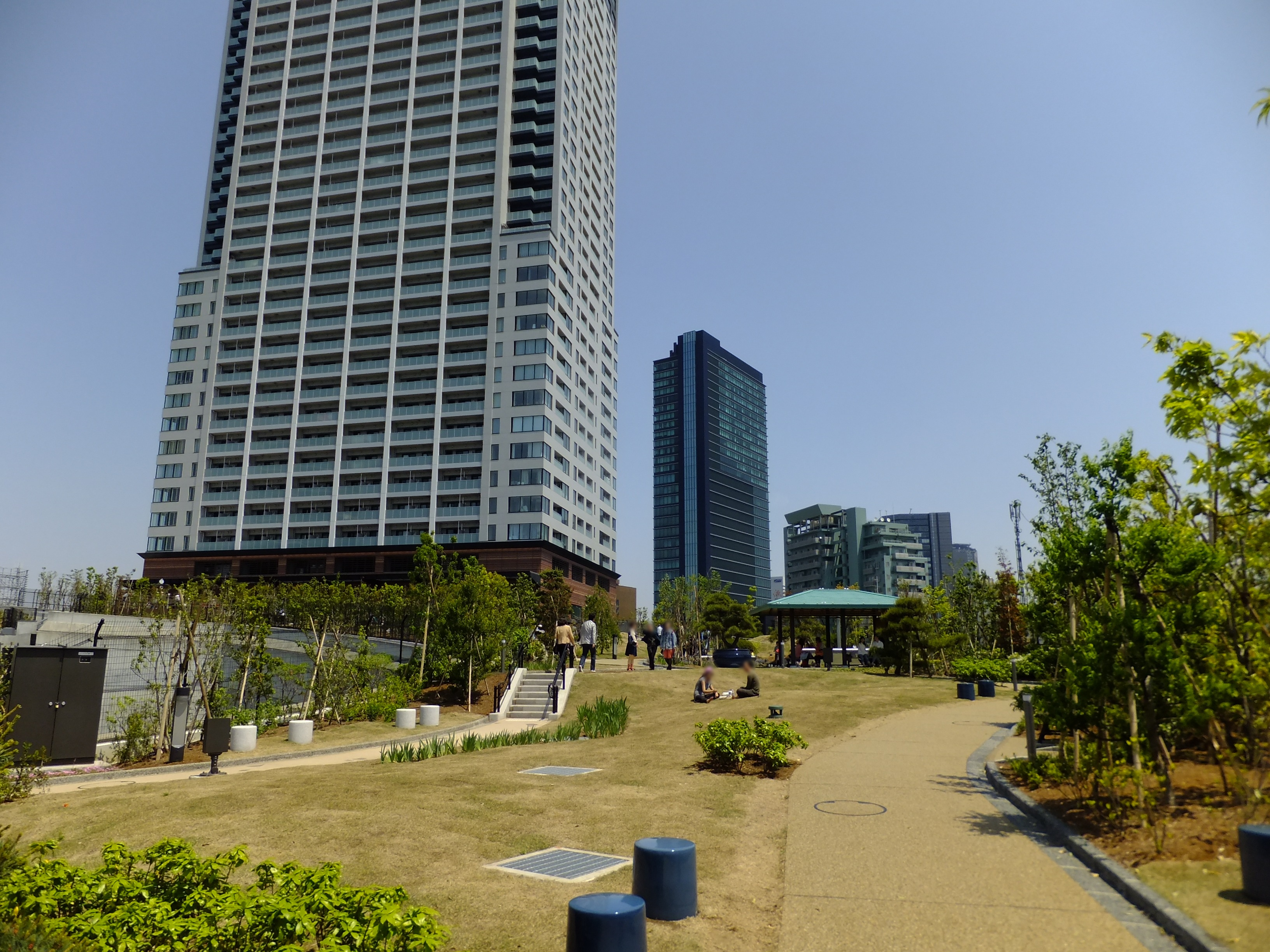
目黒天空庭園
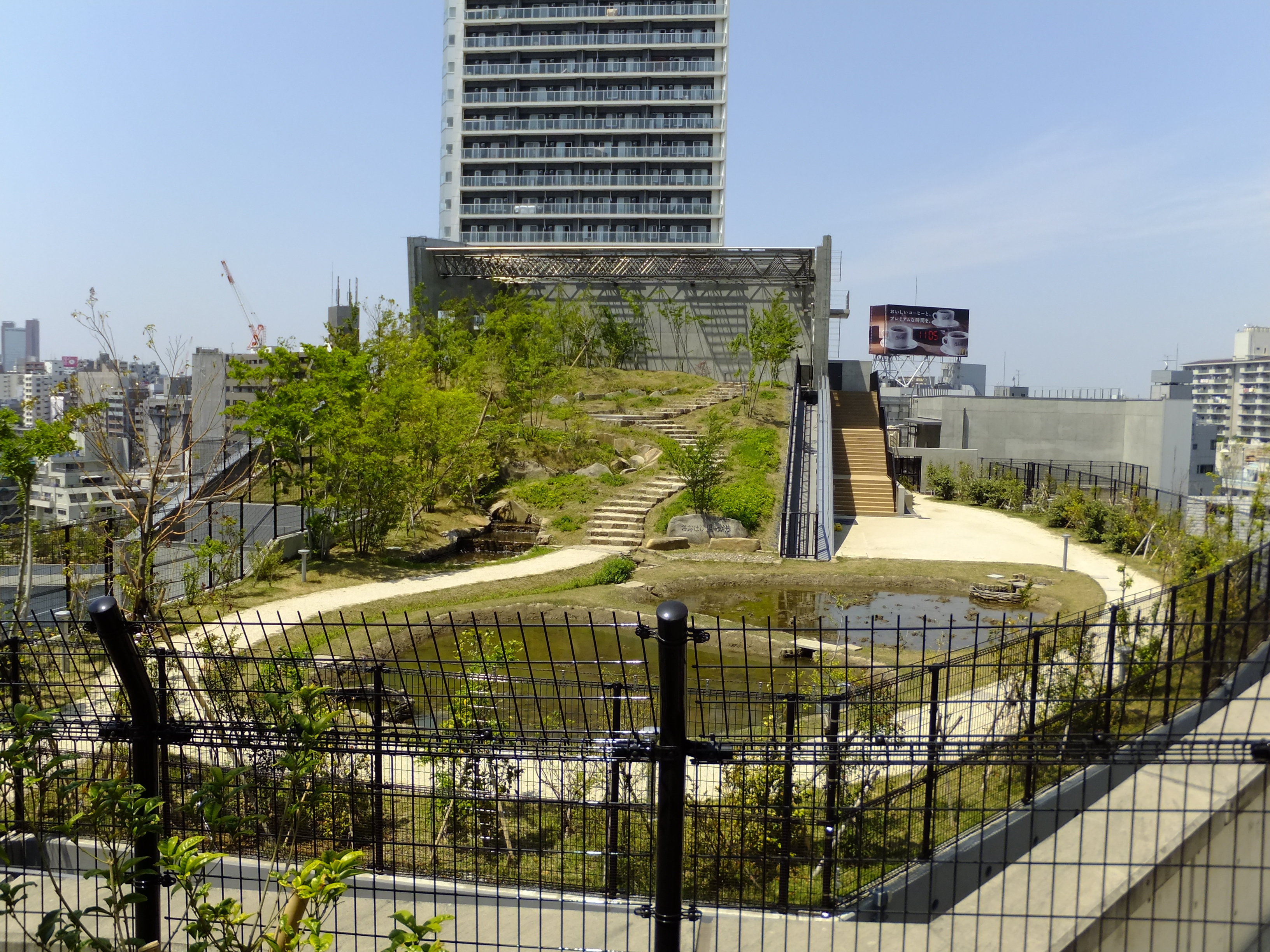
目黒川の原風景が再現された「おおはし里の杜」

## ぶどうの栽培
開業当初からぶどう栽培が行われている。赤ワイン品種であるマスカット・ベーリーAを育てているが、収穫量が少ないため山梨県甲州市のワイナリーで採れたブドウも加え醸造を行っており、年間約300本のワインを製造している。

## アクセス
東急田園都市線の池尻大橋駅から徒歩約5分。